# Costa-ricanische Küche
Die Costa-ricanische Küche ist die Küche des mittelamerikanischen Staates Costa Rica. Wie viele Küchen Mittel- und Südamerikas fußt sie auf Einflüssen durch die wechselhafte Landesgeschichte: Neben den indigenen Ureinwohnern sind ab dem 16. Jahrhundert die spanischen Eroberer, ab dem 18. Jahrhundert schwarzafrikanische Sklaven und ab Ende des 19. Jahrhunderts Auswanderer aus Europa und Jamaika mitverantwortlich für das heutige Erscheinungsbild der costa-ricanischen Küche.

## Einflüsse

### Ureinwohner
Als gebirgiges Land mit vulkanischer Aktivität wirkte das Gebiet des heutigen Costa Rica als Sperrriegel zwischen den indianischen Hochkulturen des Nordens und des Südens mit wenig Austausch untereinander. Aus dem Gebiet des heutigen Mexiko wanderten Völker wie die Chorotega ein, die den Anbau und die vielfältige Verwendung von Mais einführten. Mais war für die indianischen Kulturen das zentrale Lebensmittel, das sowohl in Form von Mehl als auch als Gemüse genutzt wurde. Die aus Maismehl hergestellten, omnipräsenten Tortillas sowie Tamales gehen ebenso auf die Ureinwohner zurück wie der Maiseintopf Pozole. Im Osten der Region lebten Völker wie die Chibcha, die unter anderem Maniok und Kürbisse anbauten.

### Spanier
Die spanischen Kolonialherren führten Würztechniken ein. Heute gängige Fleischlieferanten wie Haushühner, Rinder, Schafe und Schweine wurden erstmals durch die Spanier in das Gebiet des heutigen Costa Rica gebracht. Das populäre Eintopfgericht olla de carne ist spanischen Ursprungs.

### Schwarzafrikanische Sklaven
In der Karibik und auf dem an das karibische Meer angrenzenden Festland waren Plantagen die einträglichste Einkommensquelle. Für die Arbeit auf den Plantagen wurden aus Westafrika in großer Zahl Sklaven herangeschafft. Für die Plantagenbesitzer war es günstiger, den Sklaven Selbstversorgung zu gestatten und ihnen hierfür eine kleine Menge Land zur Verfügung zu stellen. Die Vermischung schwarzafrikanischer und europäischer Einflüsse brachte die kreolische Kultur hervor, die die costa-ricanische Küche nicht unerheblich prägte. Im 19. Jahrhundert strömten Einwanderer aus Jamaika mit schwarzafrikanischen Wurzeln nach Costa Rica, um auf den dortigen Kaffee- und Bananenplantagen zu arbeiten; sie verstärkten den Einfluss der kreolischen Küche auf die Karibikküste Costa Ricas.

## Regionen
Costa Rica ist etwa so groß wie Niedersachsen und weist in kulinarischer Hinsicht eine gewisse Homogenität auf, mit Ausnahme der Karibikküste, die deutlich von afro-karibischen Traditionen geprägt ist. Der Journalist und künstlerische Leiter des Costa Rica Festival Internacional de Cine, Fernando Chaves Espinach, unterteilt die Küchenregionen des Landes weiter, nämlich in die vier Regionen Valle Central mit der Hauptstadt San José, den Norden des Landes, die Pazifikküste und die Karibikküste.

## Lebensmittel und Zutaten
Die costa-ricanische Küche wird selbst von Reiseführern wie dem Lonely Planet als „einfach und eher langweilig“ beschrieben. Trotz sehr fruchtbarer Böden, die den Agrarsektor zum wichtigsten Wirtschaftssektor des Landes gemacht haben, werden erstaunlich wenig Zutaten für die heimische Küche angebaut, insbesondere an Gewürzen herrscht wenig Vielfalt. Langer Koriander und Chilis sind neben Salz und Pfeffer gängige Würzmittel, auch Zwiebeln und Knoblauch kommen zum Einsatz.
Die costa-ricanische Küche ist fleisch- bzw. fischlastig. Fleisch und Fisch werden gebraten oder gegrillt; beim Braten wird meist Schmalz als Bratfett genutzt. Rind- und Schweinefleisch sowie Huhn werden bevorzugt.
Eine sehr bedeutende Rolle in der costa-ricanischen Küche spielen Reis und Bohnen, die Bestandteil fast aller Mahlzeiten der traditionellen Küche sind und unter anderem die Basis für die beiden „Nationalgerichte“ Gallo Pinto und Casado bilden. Weitere sehr bedeutende Lebensmittel sind Kochbananen und Kartoffeln. Insgesamt greift die costa-ricanische Küche stark auf stärkehaltige Lebensmittel zurück.
Obst spielt in der costa-ricanischen Küche eine vergleichsweise große Rolle, insbesondere beim Frühstück und als Snacks. Neben auch in europäischen Supermärkten erhältlichen Früchten wie Ananas, Äpfeln, Guaven, Melonen, Mangos, Maracujas und Papayas werden auch eher regional bekannte Früchte wie Palmenpfirsiche, Rosenapfel oder Sternfrucht angebaut. An der Karibikküste spielen Brotfrucht und Kokosnuss eine Rolle.

## Esskultur
Dem Frühstück kommt allgemein keine übermäßige Bedeutung zu. Im ländlichen Bereich ist das Mittagessen die Hauptmahlzeit des Tages, das Abendessen ist eher leicht und besteht oft aus Resten des Mittagessens. Im urbanen Raum kommt bedingt durch die Arbeitsbedingungen dem Abendessen eine etwas stärkere Bedeutung zu.
Im ländlichen Raum und in Kleinstädten an der Karibikküste wird trotz durchgängiger Elektrifizierung oft noch mit Feuerholz gekocht. Diese Zubereitungsweise ist der Tradition und dem Geschmack geschuldet; 1980 kochten noch zwei Drittel aller costa-ricanischen Haushalte auf mit Holz betriebenen Öfen oder Kochstellen.
Die Gastronomie wird dominiert vom costa-ricanischen Äquivalent zur Imbissstube, der soda. Der Begriff umfasst im Regelfall ein einfaches Speiselokal mit einer eingeschränkten Auswahl aus eher einfachen Gerichten, die frisch zubereitet werden; fast immer vertreten sind Casado und einfache Burger. Im urbanen Raum werden auch solche Cafés als soda bezeichnet, die zumindest tagsüber zusätzlich auch eine Auswahl an Kuchen und oft auch Speiseeis bieten.

## Gerichte

### Frühstück

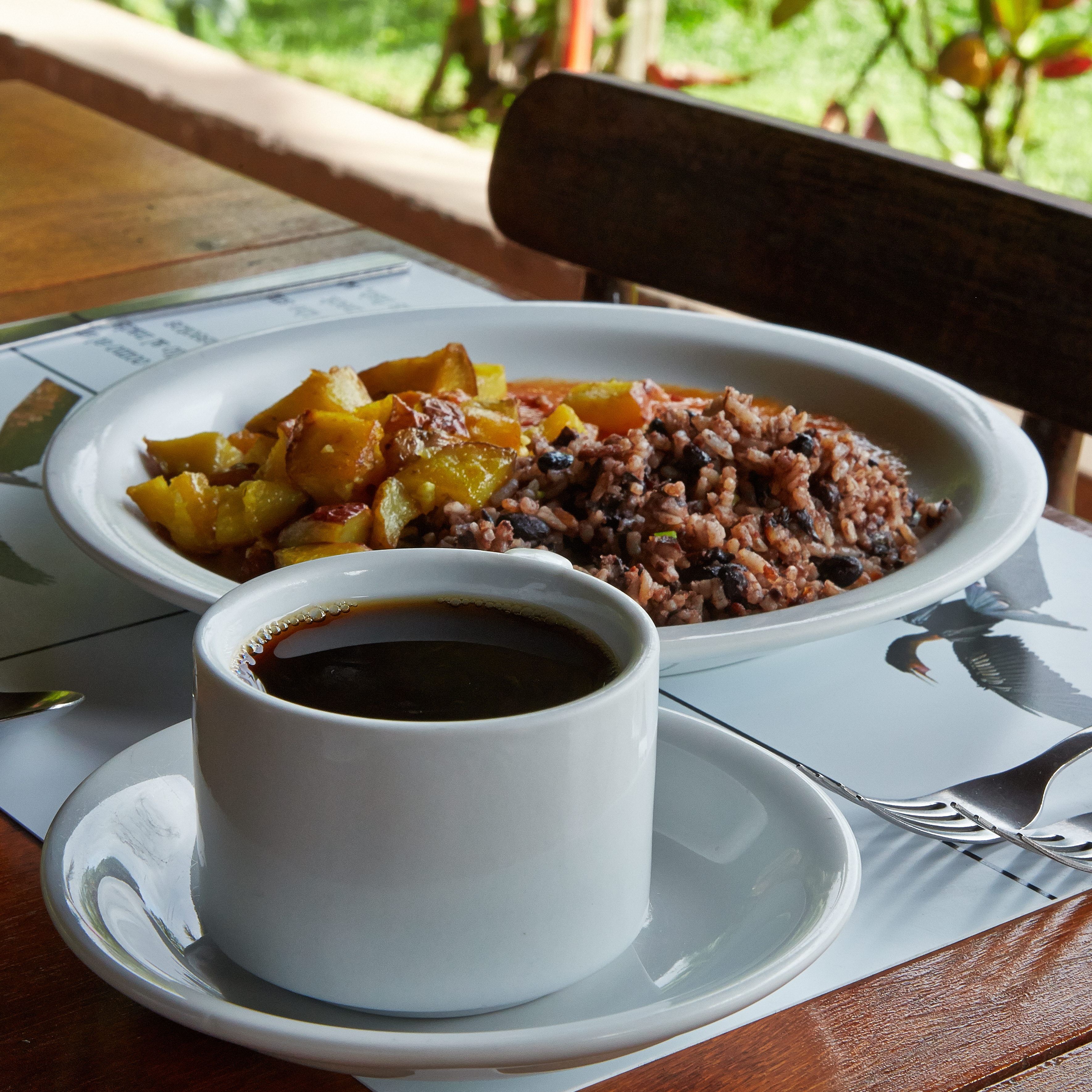
Gallo Pinto

Gallo Pinto (auf Deutsch etwa gepunkteter Hahn) ist das als Nationalgericht bezeichnete Standardfrühstück Costa Ricas. Das aus Reis und Bohnen sowie optionalen weiteren Zutaten wie Rührei und frittierten Kochbananen bestehende Gericht ist auch eine klassische Beilage von Mittag- und Abendessen. Ein recht weit verbreitetes Frühstück sind Tortillas mit einem Dip (zum Beispiel Sour Cream), einer Sauce oder Resten vom Vortag.

### Suppen und Eintöpfe
Olla de carne ist ein Eintopfgericht mit Rindfleisch, Maniok, Kartoffeln, Mais, Kochbananen, Kürbis und diversem Gemüse. Picadillo de palmito besteht aus kleingehackten Palmherzen, die mit Zwiebeln, Chilis, Koriander und beliebigen weiteren Zutaten zu einer Art stückigem Brei gekocht werden. Pozol (auch pozole) ist ein Eintopfgericht mit fermentiertem Mais, das bereits zu Zeiten der Maya und Azteken von der geistlichen und weltlichen Oberschicht als Zeremonialessen diente und heutzutage um Schweine- oder Hühnerfleisch angereichert wird. Rondón ist ein Begriff für einen Eintopf auf Basis von Fisch, stärkehaltigen Knollen und Kokosmilch. Das Gericht ist an der costa-ricanischen Karibikküste populär und geht auf das Gericht Breadfruit Oil-Down der trinidadischen Küche zurück. Sopa negra ist eine Bohnensuppe auf Basis schwarzer Bohnen, die oft mit gekochten Eiern serviert wird.

### Hauptgerichte

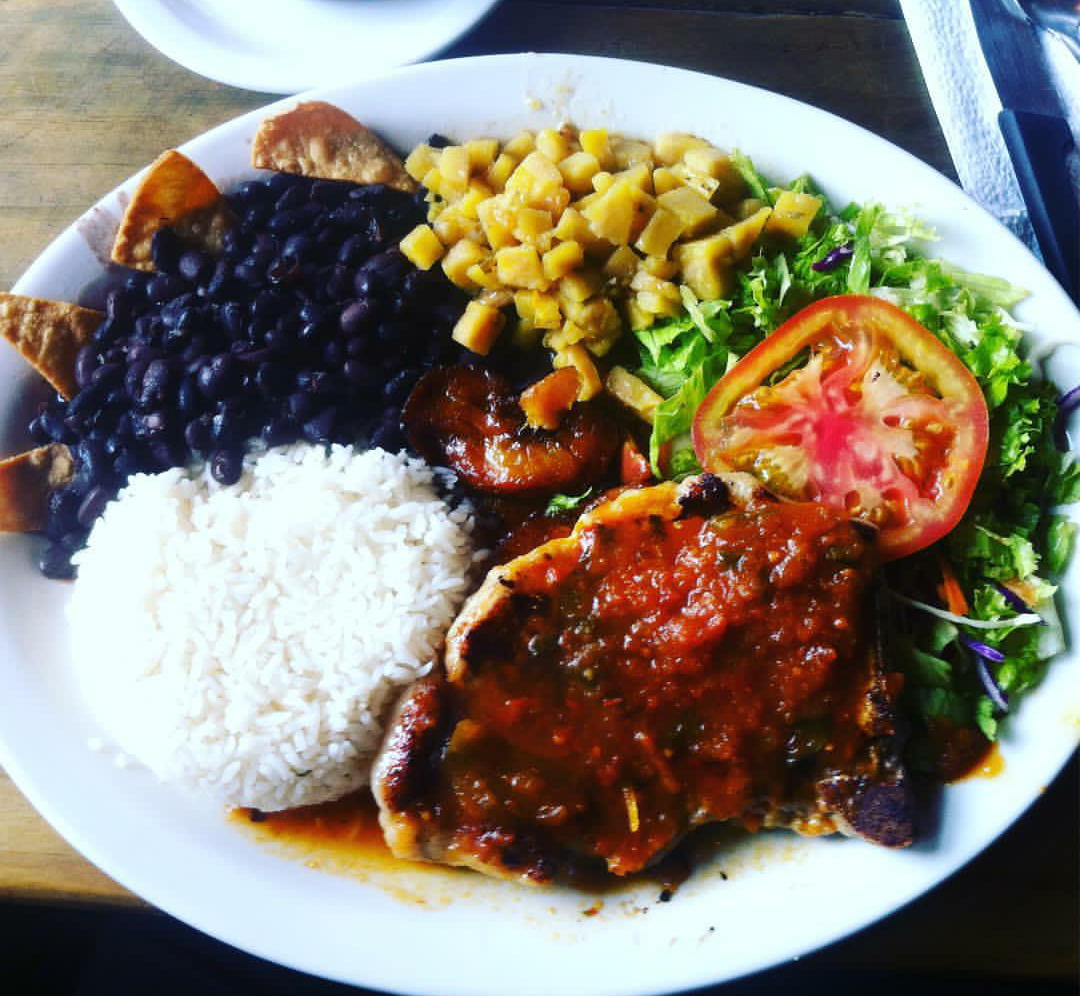
Casado

Casado wird als Nationalgericht bezeichnet. Es besteht aus einem Stück Fleisch oder Fisch, weißem Reis, schwarzen Bohnen und optionalen weiteren Zutaten wie Kochbanane oder Salat. Casado bedeutet „verheiratet“; der Name rührt von der Tradition her, dass Ehefrauen ihren arbeitenden Männern morgens ein Mittagessen aus Fleisch oder Fisch, Bohnen und Reis mit auf den Weg gaben. Die Übergänge zwischen einem Casado und einem arroz con pollo, einem Teller Reis mit Hühnerfleisch und weiteren Zutaten, sind fließend. Das in ganz Lateinamerika populäre Ceviche ist auch in Costa Rica gängig und wird gern als Vorspeise gegessen.

### Beilagen und Saucen
Wie in fast allen Ländern Lateinamerikas spielen Tortillas als Beilage zu Mahlzeiten eine große Rolle. Alternativ oder zusätzlich werden zu vielen Mahlzeiten patacones gereicht, frittierte Kochbananenscheiben. Kochbananenmus wird auch zu kleinen Pfannkuchen (choreadas) frittiert.
Barbudos (Bärtige) sind in Ei frittierte Gartenbohnen, die als Beilage gereicht werden. Für die Vorspeise Chancletas werden Chayotes mit Käse und Sour Cream gefüllt und überbacken. Ein Picadillo ist ein stückiger Brei aus einer Hauptzutat, die mit Zwiebeln, Paprika und Mais gekocht wird; im Gegensatz zu den fleischhaltigen Picadillos anderer lateinamerikanischer Länder wird die Beilage in Costa Rica ausschließlich mit Gemüsen, Kartoffeln oder Bohnen hergestellt.
Als universelle Würzsauce, im Einsatz vergleichbar mit im deutschsprachigen Raum verbreiteten Maggi-Würze, der südostasiatischen Fischsauce oder der ostasiatischen Sojasauce, dient die nach dem Hersteller benannte Lizano, die geschmacklich Anleihen an Worcestershiresauce nimmt.

### Imbissgerichte
Chifrijo ist eine stückige Würzsauce, die mit Hilfe von Tortilla-Chips als Snack gegessen wird. Der Name des Gerichts stellt ein Kofferwort aus seinen beiden Hauptbestandteilen frittierte Schweinerippen (chicharrónes) und Bohnen (frijoles). Hinzu kommen gehackte und gewürzte Tomaten sowie nach Wunsch weitere Zutaten, serviert wird in der Regel auf einem Reisbett. Empanadas sind in Costa Rica ebenso gängig wie im restlichen Mittel- und Südamerika; bei den Füllungen gibt es keine landesspezifischen Besonderheiten. Den Empanadas ähnlich sind Patí, an der Karibikküste populäre Teigtaschen mit einer Füllung aus gewürztem Rindfleisch. Die heutzutage mit der Weihnachtszeit assoziierten, aufwändig herzustellenden Tamales wurden in der Region schon vor der spanischen Eroberung gegessen. Die in ganz Mittelamerika und der südlichen Karibik verbreiteten Maisteigtaschen werden in Costa Rica mit Wild oder Geflügel, Tomaten und Paprika gefüllt.

### Desserts und Gebäck
Die Arrollado de dulce de leche ist ein einfaches Gebäck in Form von mit Dulce de leche bestrichenem, eingerolltem Teig, der, wenn ausgebacken, in Scheiben geschnitten wird. Das Gebäck ist häufig in Bäckereien und Sodas anzutreffen. Arroz con leche ist ein Milchreis-Dessert, das ähnlich wie Tres leches mit drei Sorten Milch (Vollmilch, Kondensmilch und Milchpulver) hergestellt und mit Zimt und Nelken verfeinert wird.

## Getränke
Kaffee, Rum, Kaffeelikör und Guaro sind die umsatzstärksten Produkte im Tourismussektor. Kaffee wird auch im Land selbst gern getrunken, vorzugsweise stark gesüßt und mit Milch. Bedingt durch den weitverbreiteten Anbau von Früchten machen Säfte einen großen Anteil am Getränkekonsum aus. Die überall erhältlichen batidos sind mit Milch oder Wasser gemischte Fruchtsäfte. An der Karibikküste ist Kokoswasser als Getränk von Bedeutung. Das Erfrischungsgetränk Horchata, das im spanischsprachigen Raum aus unterschiedlichsten Zutaten bestehen kann, wird in Costa Rica mit Maismehl und Zimt hergestellt. Ein der Horchata nahestehendes getränk ist die resbaladera, für die Reis und Gerste gekocht, zermahlen und mit Milch, Zimt und Vanille vermengt werden.
Die beliebtesten alkoholischen Getränke sind Bier und Rum. Insbesondere im ländlichen Raum spielen die privat hergestellten alkoholhaltigen Getränke Chicha und Guaro eine Rolle. Chicha wird insbesondere mit Festivitäten jeglicher Art assoziiert, Guaro ist die spanischsprachige Variante des Cachaça und auch in Supermärkten erhältlich.